# Xurrasquera

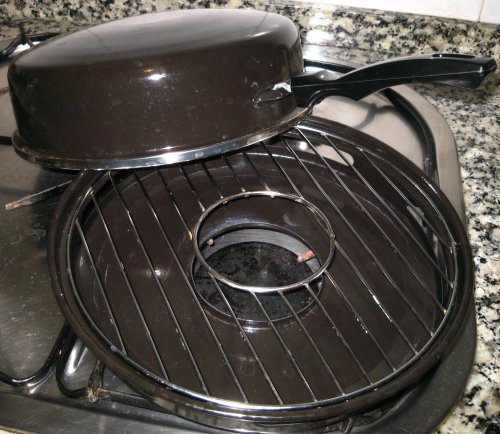
Una xurrasquera

Una xurrasquera (aquest terme usat a Catalunya, no apareix al diccionari normatiu), o casserola-forn (aquest terme és usat al País Valencià),o grill de gas (aquest terme és utilitzat per algun fabricant) és un mena de graella rodona per a fogó de gas domèstic. Està format per tres elements metàl·lics: una graella, una base per a acumular els sucs, i una tapa que concentra la calor del fogó central i fa que tot plegat funcioni com un forn. La graella i la base tenen un forat rodó que es posa centrat en un fogó de gas domèstic.
Se sol fer servir per a coure a la brasa talls de carn (com pollastre, botifarra, etc.), escalivar verdures (com pebrots, esbergínies, moniatos, escarxofes, etc.), o també per a coure pastissos o pa (amb un accessori que fa de motlle en forma de rosquilla). Per a la pràctica domèstica diària de la cuina de no gaires racions resulta molt més econòmic i ràpid que no pas el forn de gas o elèctric.